# Jens Spahn
Jens Spahn (Ahaus, 16 de maig de 1980) és un polític alemany que va ser  ministre federal de Salut al quart gabinet de la cancellera Angela Merkel. És membre de la cambra baixa del parlament federal, el Bundestag, dins del grup parlamentari de la Unió Demòcrata Cristiana d'Alemanya (CDU), la qual integra l'actual govern federal en coalició amb el Partit Socialdemòcrata d'Alemanya (SPD).

## Carrera política
Quan va ser elegit diputat l'any 2002, Spahn era el membre més jove de la CDU al parlament. Des de llavors ha format part al 15è, 16è i 17è Bundestags i és un dels principals defensors de la reforma de les pensions a Alemanya. És membre del Comitè de Salut del 17è Bundestag i president del grup de treball sobre salut i polítiques de salut, així com el portaveu de salut del grup parlamentari CDU/CSU.
Quan la cancellera Angela Merkel va declarar el 2018 que, en acabar la legislatura, deixaria el lideratge del partit, Spahn va anunciar la seva intenció de presentar-se a les primàries com a successor al desembre del 2018. Finalment va ser eliminat a la primera ronda de votacions i la vencedora en fouAnnegret Kramp-Karrenbauer. Després de la decisió de Kramp-Karrenbauer de dimitir el febrer de 2020, no va tornar a optar a la direcció del partit, i va donar suport al candidat Armin Laschet.

## Estudis
Spahn es va graduar el 1999 a l'Escola Episcopal Canisius d'Ahaus a la Renània del Nord-Westfàlia. El 2001 va fer pràctiques de banquer al Westdeutsche Landesbank i va treballar fins al 2002 com a empleat de banca. El 2003, Spahn va començar a estudiar ciències polítiques i dret a la Universitat de Hagen. El 2008 va obtenir el títol de grau, seguit d’un màster en el mateix camp el 2017.

## Vida personal
Spahn és catòlic romà i viu amb el seu marit Daniel Funke, un periodista alemany, al districte de Schöneberg de Berlín. Al desembre de 2017, es van casar en una cerimònia civil al Palau Borbeck d'Essen, oficiada pel burgmestre de la ciutat, Thomas Kufen. En un article al diari Süddeutsche Zeitung al juliol del 2012, va sortir de l'armari i afirmar que era homosexual.